# Harold Grad
Harold Grad (Nova Iorque, 23 de janeiro de 1923 — Nova Iorque, 17 de novembro de 1986) foi um matemático estadunidense.

## Obras
- Magnetic properties of contained plasma, New York Academy of Sciences 1971
- Principles of the kinetic theory of gases, in Siegfried Flügge (Editor) Handbuch der Physik, Volume 12, 1958